# 于绍康
于绍康（1925年9月11日-1994年5月3日），男，原籍辽宁大连，生于辽宁沈阳，中国电影表演艺术家，北京电影制片厂演员，中国电影金凤凰奖表演学会奖获得者。